# Bécherel
Bécherel je francouzská obec v departementu Ille-et-Vilaine v regionu Bretaň. V roce 2011 zde žilo 746 obyvatel. Je centrem kantonu Bécherel.

## Vývoj počtu obyvatel
Počet obyvatel 